# Horné Vestenice
Horné Vestenice (Hongaars: Felsővesztény, Duits: Oberwestenitz) is een Slowaakse gemeente in de regio Trenčín, en maakt deel uit van het district Prievidza.
Horné Vestenice telt 616 inwoners.